# Estanislao del Campo
Estanislao del Campo är en ort i Argentina.   Den ligger i provinsen Formosa, i den norra delen av landet, 1 100 km norr om huvudstaden Buenos Aires. Estanislao del Campo ligger 115 meter över havet och antalet invånare är 4 055.
Terrängen runt Estanislao del Campo är mycket platt. Runt Estanislao del Campo är det mycket glesbefolkat, med 2 invånare per kvadratkilometer..
I omgivningarna runt Estanislao del Campo växer i huvudsak lövfällande lövskog.